# Wormaldia lacerna
Wormaldia lacerna är en nattsländeart som beskrevs av Donald G. Denning 1958. Wormaldia lacerna ingår i släktet Wormaldia och familjen stengömmenattsländor. Inga underarter finns listade i Catalogue of Life.